# Grammia turbans
Grammia turbans là một loài bướm đêm thuộc phân họ Arctiinae, họ Erebidae.